# Albacea literario
 Un albacea literario es una persona con poder de decisión con respecto a un legado literario.
El legado literario de un autor ya fallecido consiste principalmente de su derecho de autor y otros derechos sobre la propiedad intelectual de sus obras publicadas, como por ejemplo los derechos cinematográficos y de traducción. También puede incluir manuscritos originales de obras publicadas, que potencialmente poseen un valor comercial; obras inéditas, terminadas o inconclusas; y ensayos o documentos de intrínseco valor literario, como correspondencia o diarios personales. En lenguaje académico, se utiliza frecuentemente el término alemán Nachlass para el legado de documentos.
Es generalmente el autor, durante su vida, el que elige a su albacea literario. Ya que el legado literario es un legado a los herederos del autor, su administración desde el punto de vista financiero es una responsabilidad de confianza. La posición del albacea literario, sin embargo, tiene más implicaciones que las meramente económicas. Lo que se administra no es sólo una "cartera de valores" literarios, sino la reputación póstuma del autor. Los deseos del muerto pueden haber sido expresados claramente, pero no siempre son respetados. Los miembros de la familia generalmente desean mantener la privacidad del finado. Por ejemplo, es muy probable que una biografía tenga una mayor autoridad si su autor ha tenido acceso a documentos privados.
- Datos: Q2426712